# La Bazouge-de-Chemeré
La Bazouge-de-Chemeré é uma comuna francesa na região administrativa da Pays de la Loire, no departamento de Mayenne. Estende-se por uma área de 24,84 km². Em 2010 a comuna tinha 524 habitantes (densidade: 21,1 hab./km²).